# Mediengruppe Oberfranken
Die Mediengruppe Oberfranken GmbH & Co. KG ist ein in Oberfranken ansässiges Multimediaunternehmen. Der Hauptsitz der Mediengruppe Oberfranken liegt in der Stadt Bamberg, daneben sind die mehr als 2.300 Mitarbeiter auch an weiteren Standorten wie etwa Kulmbach, Coburg oder Bad Kissingen beschäftigt. Insgesamt umfasst das Unternehmen rund 30 Firmen mit mehr als 60 Marken für Geschäfts- und Privatkunden und ist an 20 Standorten in Deutschland und Österreich aktiv. Die Mediengruppe Oberfranken ist zudem Träger des Spendenvereins Franken HELFEN Franken e.V.

## Geschichte

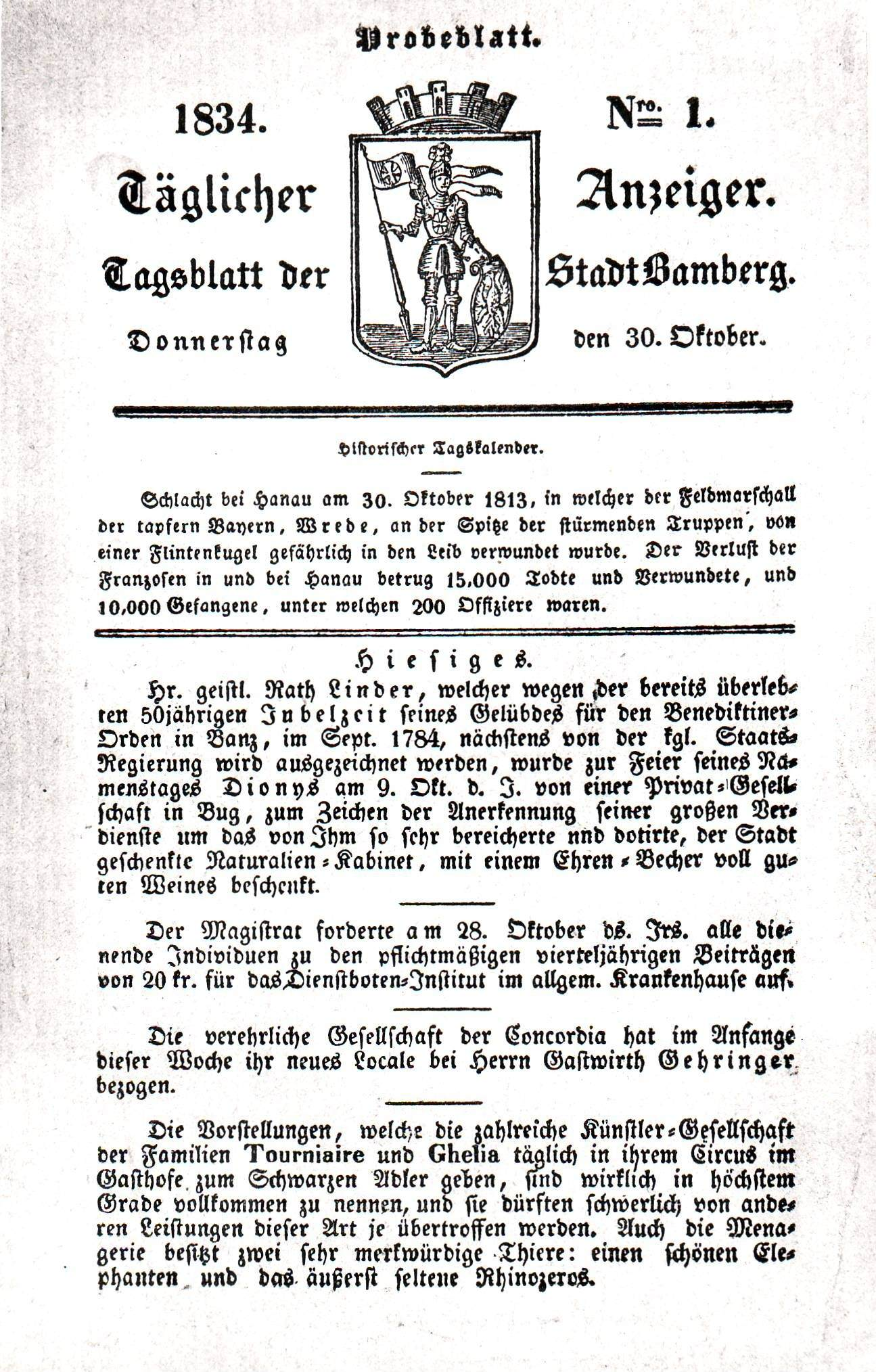
Erstausgabe „Täglicher Anzeiger“, später „Bamberger Tagblatt“ und Vorläufer des „Fränkischen Tags“, aus dem Jahr 1834

In der heutigen Form besteht die Mediengruppe Oberfranken seit 2003, als sich die Fränkischer Tag GmbH & Co. KG aus Bamberg und die Baumann-Gruppe aus Kulmbach zusammenschlossen. Den aktuellen Namen nahm die Gesellschaft im Jahr 2009 an, was damit auch im juristischen Sinn als Geburtsstunde des Unternehmens gilt.
Mit den Wurzeln beruft sich die Mediengruppe auf die Ursprünge der ältesten Medien des Hauses: Auf das Jahr 1830, als in Kitzingen mit dem Anzeigen- und Unterhaltungsblatt der Vorläufer des späteren Titels Die Kitzinger erschien, und auf das Jahr 1834, als das Bamberger Tagblatt als Vorläufer des Fränkischen Tags erschien.

## Unternehmensstruktur
Die Mediengruppe Oberfranken bündelt als Holding neben zentralen Gruppenfunktionen die vier strategischen Geschäftseinheiten Lokale Medien, Druckereien, Fachverlage und Digital.

### Lokale Medien
Die Zeitungs- und Anzeigenblattverlage umfassen die vier regionalen fränkischen Tageszeitungen Fränkischer Tag, Bayerische Rundschau, Coburger Tageblatt und Saale-Zeitung mit einer verkauften Auflage von rund 94.550 Exemplaren.
Daneben wird unter der Dachmarke auch die Website inFranken.de betrieben. Im September 2021 lag die Anzahl der Seitenabrufe bei 18,7 Millionen. Die Tageszeitungen der Mediengruppe Oberfranken werden durch ihre digitalen Ausgaben auf den Plattformen fränkischertag.de, bayerischerundschau.de, coburgertageblatt.de und saalezeitung.de ergänzt.
Außerdem vertreibt die Mediengruppe Oberfranken acht kostenfreie Anzeigen- und Wochenblätter: Anzeiger Kulmbach, Anzeiger Kulmbach am Wochenende, Anzeiger Bad Kissingen, Stadt & Land Bamberg, Stadt & Land Forchheim & Erlangen-Höchstadt, Wochenblatt Lichtenfels, Stadt & Land Coburg, Report Kitzingen und Anzeiger Rhön-Grabfeld. Die Gesamtauflage beträgt rund 380.000 Exemplare, alle Blätter teilen sich franken-aktuell.de als gemeinsame Website.
Darüber hinaus besitzt die Mediengruppe Oberfranken eine 50-%-Beteiligung an der Meininger Mediengesellschaft. Der Verlag mit Sitz im thüringischen Meiningen veröffentlicht das Meininger Tageblatt und den Wochenspiegel Meiningen. Ferner ist die Mediengruppe Oberfranken an Der MarktSpiegel in Forchheim sowie an weiteren Anzeigenblättern und Tageszeitungen im regionalen Umfeld Frankens beteiligt, ferner laut Impressum bis Ende 2021 in Thüringen an der Südthüringer Rundschau.
Für die Geschäftseinheit Lokale Medien sind die Zustellgesellschaften Z+S Zustell- und Service GmbH (100 %ige mgo-Tochter) und Presse Vertriebs-Service Kulmbach tätig. Überdies bestehen Beteiligungen an der Prospega, impuls Direktwerbung, Punktgenau Zustellservice sowie der VdB Verteildienst Bayern.

### Fachverlage
MGO Fachverlage publiziert diverse Fachzeitschriften, Ergänzungswerke und Arbeitshilfen. Zudem gehören Datenbanken, Onlinedienste und Fachveranstaltungen zum Angebot. Schwerpunkte liegen auf den Bereichen bzw. Zielgruppen Krankenhausmanagement und Medizintechnik, Fachärzte, Lehrkräfte, Schulleitungen, Beratungslehrer und Schulpsychologen, Kindergarten- und Kitaleitungen, Erzieher(innen), Seniorenbetreuer und Gutachter für Grundstücksbewertungen.
Das Portfolio umfasst unter anderem die Marken Onkologie heute, KU Gesundheitsmanagement, gyne, FRAUENARZT, therapietabellen, DZKF, CMExtra, herzmedizin, MED engineering, ML Verlag, Naturheilkunde Journal, CO.med, Homöopathie KONKRET, tierhomöopathie, Präparateliste Naturheilkunde, OPTIC + VISION, neuro aktuell sowie die Praxisreihen chirurgische praxis, gynäkologische praxis, pädiatrische praxis, tägliche praxis und internistische Praxis.

### Digital
Die strategische Geschäftseinheit Digital bündelt alle digitalen Geschäfte der Mediengruppe Oberfranken mit Ausnahme aller Aktivitäten, die in direkter Verbindung zum Zeitungsgeschäft stehen (wie infranken.de). Zum Markenportfolio gehören mgo Digital Ventures, anpfiff.info, mgo netzheimat und mgo Joblokal. Darüber hinaus ist die Mediengruppe Oberfranken an den Radiosendern Radio Bamberg, Radio Plassenburg, Radio Eins und Radio Galaxy beteiligt.

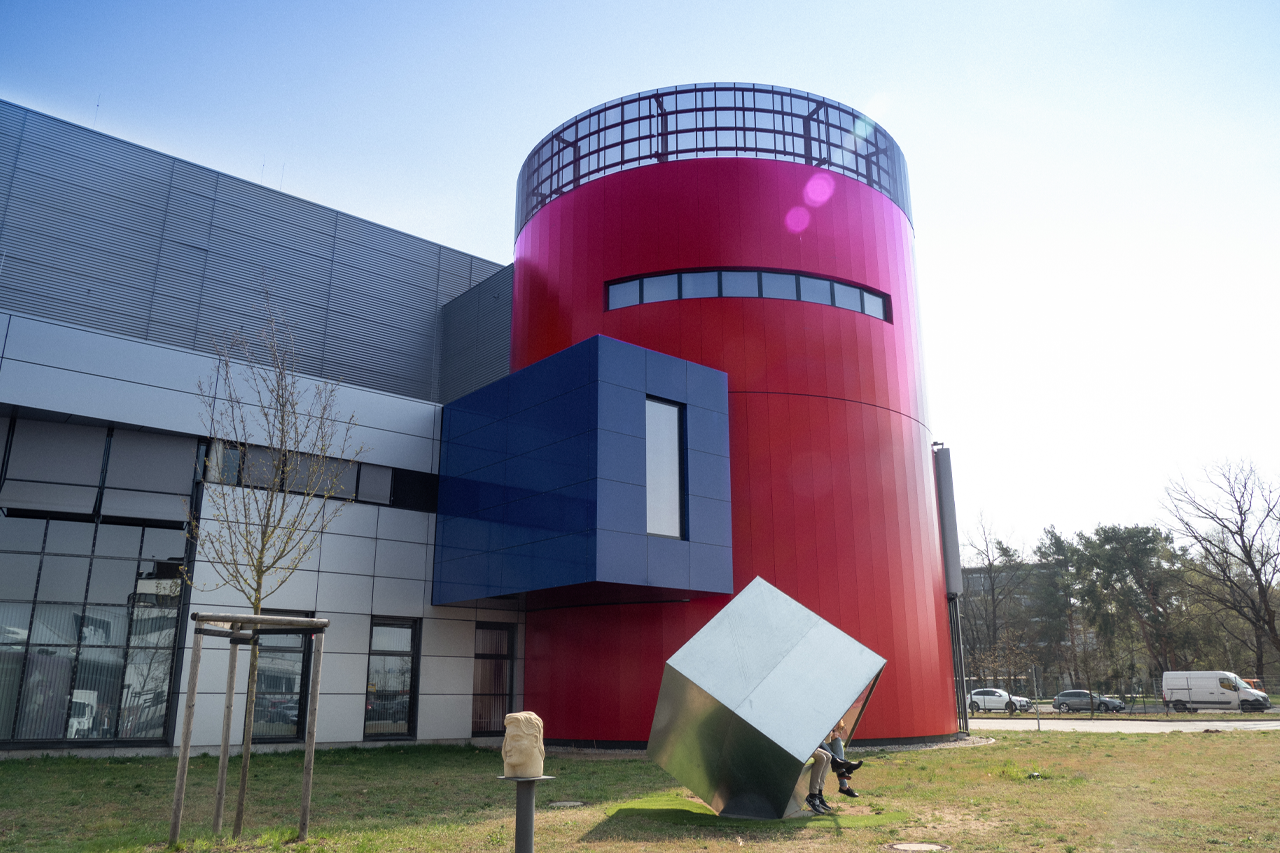
DZO Druckzentrum Oberfranken am Hauptstandort Bamberg

### mgo360
Die Mediengruppe Oberfranken bündelt seit August 2019 sechs Unternehmen unter dem Dach der Marke mgo360 (mgo360 GmbH & Co. KG). Dazu gehören die Werbeagentur HOCHVIER, die Digitalagentur EDELWEISS72, die Druckereien Baumann Druck, creo Druck & Medienservice sowie das Druckzentrum Oberfranken und der Anzeigenproduzent P&H. Alle Unternehmen treten unter dem Markennamen mgo360 auf.
Mit dem Claim „Neues Marketing“ positioniert sich mgo360 als Komplettdienstleister für alle Marketingkanäle. Das Portfolio umfasst Angebote und Dienstleistungen für ganzheitliche Marketingkonzepte für mittlere und große Unternehmen. Von klassischen Marketing-Kampagnen über komplexe Online-Projekte wie Portale, Intranets, Webshops, Apps und Business-Intelligence-Applikationen, Marketing-Automation, den Einsatz von Augmented sowie Virtual Reality und Sprachassistenten bis hin zum reichweitenstarken Druck von Beilagenstrecken und Print-Mailings bietet mgo360 den kompletten Online- und Offline-Marketing-Mix. Dazu gehören auch SEO-Marketing, Social-Media-Konzepte sowie Medien- und Contentproduktion.
mgo360 beschäftigt derzeit rund 400 Mitarbeitende an vier Standorten. Die Geschäfte führt Jörg Schild-Müller.

## Standorte

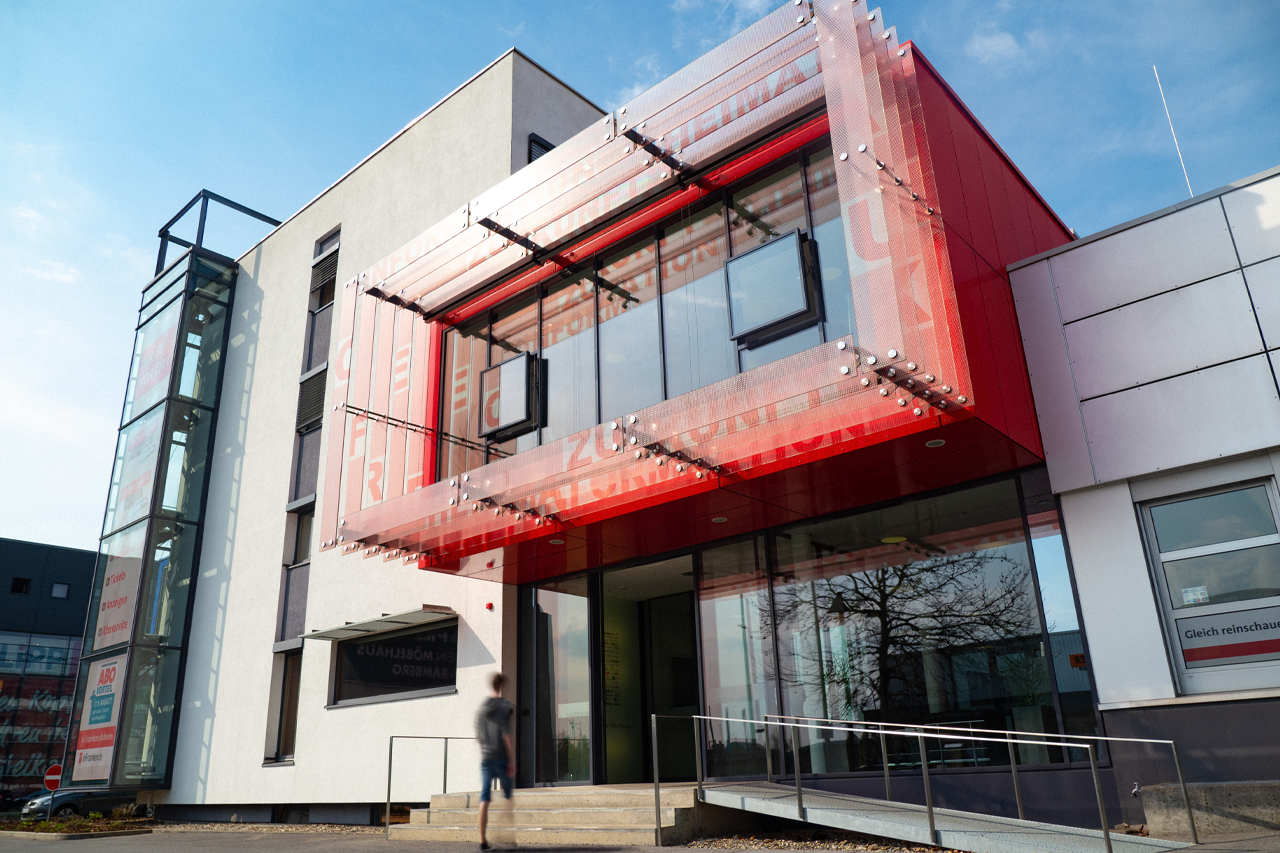
Sitz der Mediengruppe Oberfranken in Bamberg

Die Hauptstandorte der Mediengruppe Oberfranken sind Bamberg, Kulmbach, Coburg, Bad Kissingen.
Die Redaktionen der Offline- und Online-Angebote sind neben diesen Standorten auch in Forchheim, Kitzingen, Kronach, Hammelburg, Münnerstadt und Bad Brückenau angesiedelt.
Insgesamt verteilt sich das Geschäft auf rund 15 Standorte in Deutschland.

## Kritik
Die Südthüringer Rundschau wurde wiederholt öffentlich kritisiert wegen permanenter Corona-Verharmlosung und Verbreitung von Impfskepsis und anderer Positionen der Querdenker und Reichsbürger, die durch in dieser Szene bekannte Autoren, aber auch tendenziöse Leserbriefe in unüblichem Umfang ganzseitiger Artikel veröffentlicht werden. Aus diesem Grund boykottieren im Verbreitungsgebiet zahlreiche Auslagestellen für kostenlose Printmedien das Wochenblatt.

## Belege
1. ↑  Fränkische Unternehmen #16: Mediengruppe Oberfranken – Mit Hochdruck in die Zukunft. In: coburger-magazin.de. 6. Dezember 2016, abgerufen am 14. Januar 2018.
2. ↑  Mediengruppe Oberfranken: Historie. In: mediengruppe-oberfranken.de. Abgerufen am 14. Januar 2018.
3. ↑  Quartalsauflagen | Informationsgemeinschaft zur Feststellung der Verbreitung von Werbeträgern e. V. Abgerufen am 17. Dezember 2019.
4. ↑  InFranken.de auf IVW.de. Abgerufen am 19. Oktober 2021.
5. ↑  fränkischertag.de
6. ↑  bayerischerundschau.de
7. ↑  coburgertageblatt.de
8. ↑  saalezeitung.de
9. ↑  Mediadaten Franken Aktuell 2020 (PDF; 2 MB). Abgerufen am 17. Dezember 2019.
10. ↑  Marc Bartl: Bernd Müller übernimmt Zeitungs- und Anzeigenblattverlage. In: kress.de. 30. November 2012, abgerufen am 14. Januar 2018.
11. ↑  Südthüringer Rundschau vom 15. Dezember 2021, S. 6 (Impressum)
12. ↑  Fachlektüre für Augenspezialisten. In: boersenblatt.net. 8. Mai 2017, abgerufen am 2. Februar 2018.
13. ↑  Werben & Verkaufen: Mediengruppe Oberfranken: "Wachstum, nicht Profitabilität". (wuv.de [abgerufen am 2. Februar 2018]).
14. ↑  Bastian Wierzioch (MDR Thüringen): Gratis-Blatt Südthüringer Rundschau in der Kritik. mdr.de-Nachrichten vom 17. Dezember 2021. Archiviert vom Original am 4. März 2022; abgerufen am 20. April 2022.